# د گستا پر فرانکوس
دِ گِسْتا پِر فِرانکوسْ (انگلیسی: Dei gesta per Francos) اثر گیبرت نوژنتی، شرح‌حال‌نویس و وقایع‌نگار لاتینی‌زبان نخستین جنگ صلیبی و وقایع نخستین سال‌های استقرار صلیبیون در اراضی مقدس است. وی یکی از سه روحانی برجسته غربی بود که در سال ۱۱۰۹ با اتکا بر تألیفات در زمینه الهیات به تجدید نگارش گزارش مردم‌پسند و سادهٔ مؤلف گمنام از نخستین جنگ صلیبی با عنوان گستا اقدام کرد و تلاش کرد تا اثر وی او را لحنی انتقادآمیز و اخلاقی دهد و آن را دِ گِسْتا پِر فِرانکوسْ نام نهاد. گزارش گیبرت مبتنی بر کتاب گستاست ولی او باورها و اعتقادهای مذهبی زمینه‌ساز در ایجاد جنگ صلیبی را به‌طور جسورانه‌تر و با شدت بیشتری بیان کرده‌است.
این اثر وقایع مربوط به مراحل اولیه جنگ‌های صلیبی و پس از آن، یعنی سال‌های ۱۰۹۵ تا ۱۱۰۴، را دربردارد. وی نحوه ورود مسیحیان به اورشلیم و قتل‌عام ساکنان شهر را شرح می‌دهد. همچنین این کتاب حاوی نسخه‌ای از سخنرانی پاپ اوربان دوم در مجمع کلرمون است، با این حال مشخص نیست که وی در این مجمع شرکت داشته یا نه. اما کاملاً مشخص است که وی در نخستین جنگ صلیبی نرفته و در هیچ‌یک از لشکرکشی‌های صلیبیون به شرق شرکت نداشته‌است. همچنین گیبرت از شرکت کنندگان بیزانسی در نخستین جنگ صلیبی گزارشی نمی‌دهد، ولی نامه‌ای از امپراتور آلکسیوس یکم به روبرت یکم، دوک فلاندرز حفظ نموده که دربارهٔ تهدیدی است که امپراتوری بیزانس و مکان‌های مقدس آن از جانب ترکان (سلاجقه) با آن روبه‌رو بودند.